# ATP Tour World Championships 1992
De ATP Tour World Championships 1992 werd voor de derde keer in het Duitse Frankfurt gehouden. Het toernooi werd van 17 tot 22 november 1992 in de Festhalle Frankfurt op tapijtbanen gespeeld. Het deelnemersveld bestond uit de beste acht spelers op de ATP Rankings.

## Enkelspel

### Deelnemers
De acht geplaatste:
| Ranking | Speler           | Prestatie    |
| ------- | ---------------- | ------------ |
| 1.      | Jim Courier      | Runner-up    |
| 2.      | Stefan Edberg    | Round Robin  |
| 3.      | Pete Sampras     | Halve finale |
| 4.      | Goran Ivaniševic | Halve finale |
| 5.      | Michael Chang    | Round Robin  |
| 6.      | Petr Korda       | Round Robin  |
| 7.      | Boris Becker     | Winnaar      |
| 8.      | Richard Krajicek | Round Robin  |

### Groepsfase
De eindstand in de groepsfase wordt bepaald door achtereenvolgend te kijken naar eerst het aantal overwinningen in combinatie met het aantal wedstrijden. Mochten er dan twee spelers gelijk staan wordt er naar het onderling resultaat gekeken. Mocht het aantal overwinningen en wedstrijden bij drie of vier spelers gelijk wordt er gekeken naar het percentage gewonnen sets en eventueel gewonnen games. Als er dan nog steeds geen ranglijst opgemaakt kan worden dan beslist de wedstrijd commissie.

#### Rod Laver Group
|                  |                  | Uitslag         |
| ---------------- | ---------------- | --------------- |
| Jim Courier      | Richard Krajicek | 6-74, 7-61, 7-5 |
| Goran Ivaniševic | Michael Chang    | 7-61, 6-2       |
| Richard Krajicek | Michael Chang    | 2-6, 6-3, 7-64  |
| Goran Ivaniševic | Jim Courier      | 6-3, 6-3        |
| Goran Ivaniševic | Richard Krajicek | 6-4, 6-3        |
| Jim Courier      | Michael Chang    | 7-5, 6-2        |

| Nr. | Speler           | Wedstrijd W - V | Sets W - V | Games W - V |
| --- | ---------------- | --------------- | ---------- | ----------- |
| 1   | Goran Ivaniševic | 3-0             | 6-0        | 37-21       |
| 2   | Jim Courier      | 2-1             | 4-3        | 39-37       |
| 3   | Richard Krajicek | 1-2             | 3-5        | 40-47       |
| 4   | Michael Chang    | 0-3             | 1-6        | 30-41       |

#### Ken Rosewall Group
|               |               | Uitslag       |
| ------------- | ------------- | ------------- |
| Stefan Edberg | Petr Korda    | 6-3, 7-69     |
| Pete Sampras  | Boris Becker  | 7-65, 7-63    |
| Boris Becker  | Petr Korda    | 6-4, 6-2      |
| Pete Sampras  | Stefan Edberg | 6-3, 3-6, 7-5 |
| Boris Becker  | Stefan Edberg | 6-4, 6-0      |
| Pete Sampras  | Petr Korda    | 3-6, 6-3, 6-3 |

| Nr. | Speler        | Wedstrijd W - V | Sets W - V | Games W - V |
| --- | ------------- | --------------- | ---------- | ----------- |
| 1   | Pete Sampras  | 3-0             | 6-2        | 45-38       |
| 2   | Boris Becker  | 2-1             | 4-2        | 36-24       |
| 3   | Stefan Edberg | 1-2             | 3-4        | 31-37       |
| 4   | Petr Korda    | 0-3             | 1-6        | 27-40       |

### Knock-outfase
|  | Halve finale | Halve finale     | Halve finale | Halve finale | Halve finale |   |              | Finale       | Finale | Finale | Finale | Finale | Finale | Finale |
|  |              |                  |              |              |              |   |              |              |        |        |        |        |        |        |
|  | 4            | Goran Ivaniševic | 6            | 4            | 67           |   |              |              |        |        |        |        |        |        |
|  | 7            | Boris Becker     | 4            | 6            | 7            |   |              |              |        |        |        |        |        |        |
|  | 7            | Boris Becker     | 4            | 6            | 7            |   | 7            | Boris Becker | 6      | 6      | 7      |        |        |        |
|  |              |                  |              |              |              |   | 7            | Boris Becker | 6      | 6      | 7      |        |        |        |
|  |              | 1                | Jim Courier  | 4            | 3            | 5 |              |              |        |        |        |        |        |        |
|  | 3            | 1                | Jim Courier  | 4            | 3            | 5 | Pete Sampras | 65           | 64     |        |        |        |        |        |
|  | 3            |                  |              |              |              |   | Pete Sampras | 65           | 64     |        |        |        |        |        |
|  | 1            | Jim Courier      | 7            | 7            |              |   |              |              |        |        |        |        |        |        |

## Dubbelspel
Het ATP Tour World Championships 1992 dubbelspeltoernooi vond plaats in Johannesburg . Het toernooi werd van 25 tot 29 november 1992 in de Standard Bank Arena op Hardcourtbanen gespeeld. Het deelnemersveld bestond uit de beste acht dubbels op de ATP Rankings.

De acht geplaatste dubbels:

### Deelnemers
| Ranking | Speler                         | Prestatie    |
| ------- | ------------------------------ | ------------ |
| 1.      | Todd Woodbridge Mark Woodforde | Winnaar      |
| 2.      | Jim Grabb Richey Reneberg      | Round Robin  |
| 3.      | Kelly Jones Rick Leach         | Round Robin  |
| 4.      | John Fitzgerald Anders Järryd  | Runner-up    |
| 5.      | Mark Kratzmann Wally Masur     | Halve Finale |
| 6.      | Tom Nijssen Cyril Suk          | Round Robin  |
| 7.      | Sergio Casal Emilio Sánchez    | Halve Finale |
| 8.      | Steve DeVries David Macpherson | Round Robin  |

### Groepsfase
De eindstand in de groepsfase wordt bepaald door achtereenvolgend te kijken naar eerst het aantal overwinningen in combinatie met het aantal wedstrijden. Mochten er dan twee koppels gelijk staan wordt er naar het onderling resultaat gekeken. Mocht het aantal overwinningen en wedstrijden bij drie of vier koppels gelijk wordt er gekeken naar het percentage gewonnen sets en eventueel gewonnen games. Als er dan nog steeds geen ranglijst opgemaakt kan worden dan beslist de wedstrijd commissie.

#### Forbes-Segal groep
|                                |                                | Uitslag             |
| ------------------------------ | ------------------------------ | ------------------- |
| Todd Woodbridge Mark Woodforde | Steve DeVries David Macpherson | 6–3, 6–3            |
| John Fitzgerald Anders Järryd  | Tom Nijssen Cyril Suk          | 7–6(3), 6–4         |
| Todd Woodbridge Mark Woodforde | John Fitzgerald Anders Järryd  | 5–7, 6–7(4)         |
| Steve DeVries David Macpherson | Tom Nijssen Cyril Suk          | 7–6(8), 3–6, 7–6(5) |
| Todd Woodbridge Mark Woodforde | Tom Nijssen Cyril Suk          | 6–4, 3–6, 6–1       |
| Steve DeVries David Macpherson | John Fitzgerald Anders Järryd  | 2–6, 3–6            |

| Nr. | Speler                         | Wedstrijd W - V | Sets W - V | Games W - V |
| --- | ------------------------------ | --------------- | ---------- | ----------- |
| 1   | John Fitzgerald Anders Järryd  | 3-0             | 6-0        | 39-26       |
| 2   | Todd Woodbridge Mark Woodforde | 2-1             | 4-3        | 38-31       |
| 3   | Steve DeVries David Macpherson | 1-2             | 2-5        | 28-42       |
| 4   | Tom Nijssen Cyril Suk          | 0-3             | 2-6        | 39-45       |

#### Hewitt-McMillan groep
|                            |                             | Uitslag          |
| -------------------------- | --------------------------- | ---------------- |
| Jim Grabb Richey Reneberg  | Mark Kratzmann Wally Masur  | 6–4, 6–7, 4–6    |
| Kelly Jones Rick Leach     | Sergio Casal Emilio Sánchez | 6–3, 7–6(3)      |
| Jim Grabb Richey Reneberg  | Sergio Casal Emilio Sánchez | 4–6, 6–3, 6–7(4) |
| Kelly Jones Rick Leach     | Mark Kratzmann Wally Masur  | 5–7, 6–4, 1–6    |
| Jim Grabb Richey Reneberg  | Kelly Jones Rick Leach      | 7–6(2), 7–6(5)   |
| Mark Kratzmann Wally Masur | Sergio Casal Emilio Sánchez | 4–6, 6–7(6)      |

| Nr. | Speler                      | Wedstrijd W - V | Sets W - V | Games W - V |
| --- | --------------------------- | --------------- | ---------- | ----------- |
| 1   | Sergio Casal Emilio Sánchez | 2-1             | 4-3        | 38-39       |
| 2   | Mark Kratzmann Wally Masur  | 2-1             | 4-4        | 44-41       |
| 3   | Jim Grabb Richey Reneberg   | 1-2             | 4-4        | 46-45       |
| 4   | Kelly Jones Rick Leach      | 1-2             | 3-4        | 37-40       |

### Knock-outfase
|  | Halve finale | Halve finale                   | Halve finale                   | Halve finale | Halve finale |                               |   | Finale | Finale | Finale | Finale | Finale | Finale | Finale |
|  |              |                                |                                |              |              |                               |   |        |        |        |        |        |        |        |
|  |              | John Fitzgerald Anders Järryd  | 7                              | 6            |              |                               |   |        |        |        |        |        |        |        |
|  |              | Mark Kratzmann Wally Masur     | 6                              | 3            |              |                               |   |        |        |        |        |        |        |        |
|  |              | Mark Kratzmann Wally Masur     | 6                              | 3            |              | John Fitzgerald Anders Järryd | 2 | 64     | 7      | 6      | 3      |        |        |        |
|  |              |                                |                                |              |              | John Fitzgerald Anders Järryd | 2 | 64     | 7      | 6      | 3      |        |        |        |
|  |              |                                | Todd Woodbridge Mark Woodforde | 6            | 7            | 5                             | 3 | 6      |        |        |        |        |        |        |
|  |              | Sergio Casal Emilio Sánchez    | Todd Woodbridge Mark Woodforde | 6            | 7            | 5                             | 3 | 6      | 6      | 1      | 4      |        |        |        |
|  |              | Sergio Casal Emilio Sánchez    |                                |              |              |                               |   |        | 6      | 1      | 4      |        |        |        |
|  |              | Todd Woodbridge Mark Woodforde | 4                              | 6            | 6            |                               |   |        |        |        |        |        |        |        |